# Сем Керр
Саманта Керр (нар. 10 вересня 1993) — австралійська професійна футболістка, нападниця «Челсі» та капітан збірної Австралії.

## Дитинство
Саманта Керр народилася в 1993 році в сім'ї Роджера та Роксани Керр. Вона стала четвертою дитиною в сім'ї. У Керр присутнє індійське коріння, так як її батько — уродженець Калькутти.
Батько Саманти та її старший брат Деніел професійно займалися австралійським футболом. Сем у дитинстві теж починала кар'єру у цьому виді спорту. Вона грала в одній команді з хлопчиками до 12 років (це максимальний вік, до якого дозволено змішану участь дівчат та хлопчиків у командних іграх).
Після цього Сем Керр спробувала свої сили у футболі за європейськими правилами. Протягом трьох років вона грала в молодіжній команді «Вестерн Найтс».

## Кар'єра
Через півтора місяці після свого 15-річчя Саманта Керр провела свій перший матч в A-Лізі (найвищому жіночому дивізіоні чемпіонату Австралії), де представляла клуб «Перт Глорі».
У 2012 році Керр  перейшла до складу  «Сідней» і вже в сезоні 2012—2013 стала чемпіонкою Австралії.  За підсумками голосування Асоціації професійних футболістів Австралії вона була визнана футболісткою країни в тому сезоні.
У 2014 році Керр повернулася до «Перт Глорі». У складі цієї команди вона тричі виходила у фінали плей-оф чемпіонату — у сезонах 2014, 2017 та 2019 років, однак щоразу програвала у вирішальних матчах за золоті медалі.
З моменту утворення в США в 2013 році професійної Національної жіночої футбольної ліги (NWSL), Керр 6 років поєднувала виступи в Австралії та Сполучених Штатах, користуючись тим, що періоди проведення двох чемпіонатів не перетинаються.
В 2017 році Керр була визнана найціннішим гравцем американської ліги, забивши за регулярний сезон 17 голів, що стало новим рекордом NWSL. Після того як в липні того року вона зробила хет-трик у домашньому матчі «Скай Блю» проти «Канзас-Сіті», останній гол у цій грі став її 34-м забитим м'ячем з початку виступів у NWSL і вивів її на перше місце у списку найкращих бомбардирів за всю історію ліги. Пізніше, в тому ж сезоні австралійка стала і першою гравчинею в історії NWSL, яка забила чотири м'ячі за один матч — це сталося 19 серпня у грі проти «Сіетл Рейн», яку команда Керр виграла з рахунком 5:4.
У сезоні 2017—2018 Керр також стала найкращим бомбардиром австралійського чемпіонату. Імениті клуби Європи пропонували їй від 200 до 300 тисяч за підписання котракту з ними, тому «Перт Глорі» заключив з нею спеціальний річний контракт на суму 400 тисяч доларів. Суттєву різницю в зарплаті покрила Федерація футболу Австралії, так само як це було раніше зроблено і для кількох футболістів в чоловічій A-Лізі — Тім Кехілл, Алессандро дель П'єро та Дуайт Йорк.
У результаті Сем Керр стала кращим бомбардиром австралійського чемпіонату вдруге поспіль. До кінця сезону 2018—2019 на рахунку Керр в австралійській лізі було 70 м'ячів, що стало рекордом турніру. Асоціація професійних футболістів визнавала її футболісткою року тричі поспіль (2017, 2018, 2019).

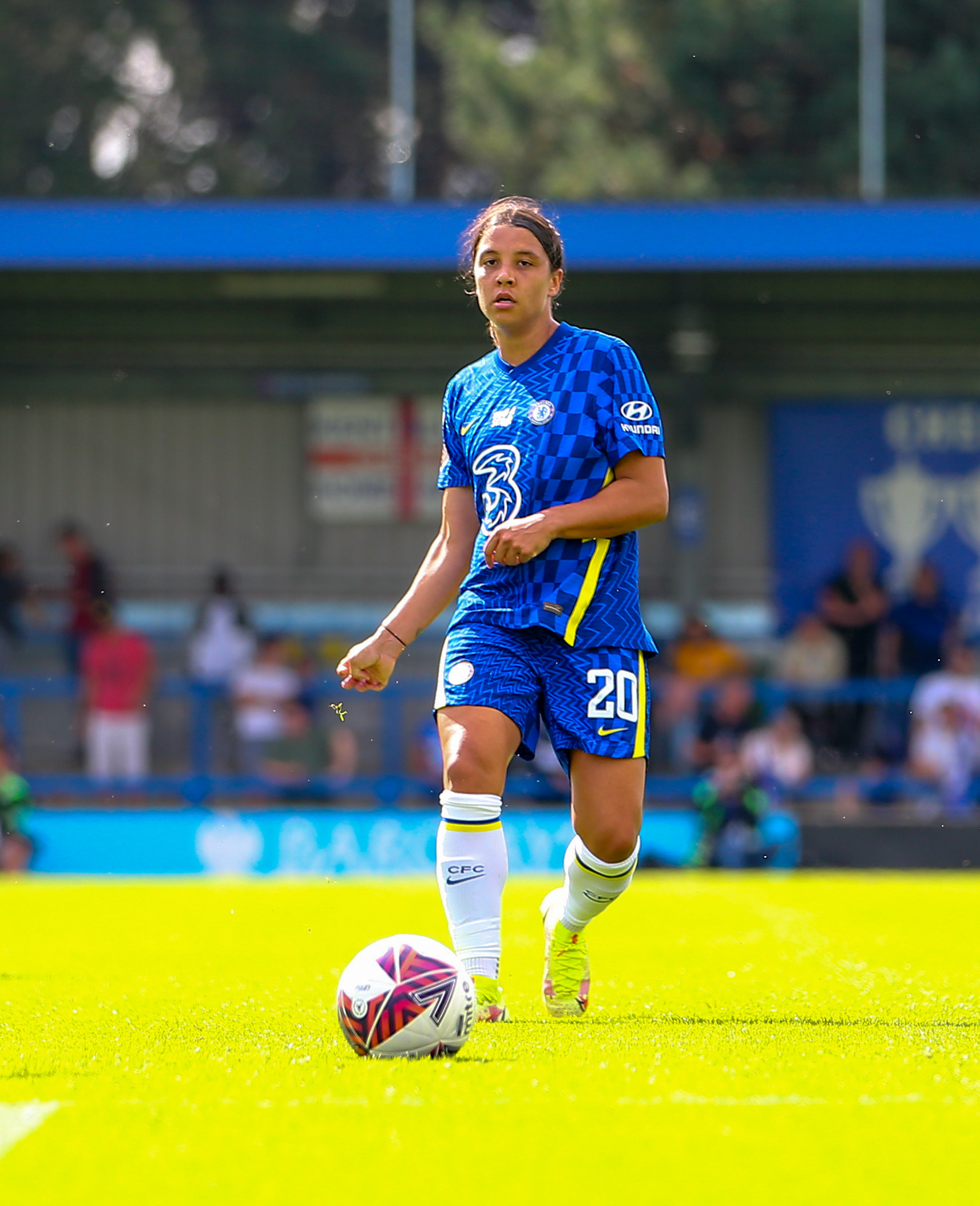
Сем Керр під час матчу в англійській суперлізі

У листопаді 2019 року Керр підписала контракт терміном на 2,5 роки з клубом «Челсі» з англійської жіночої суперліги (WSL). Сума договору становила понад 600 тисяч доларів за сезон. З новою командою австралійська нападниця одразу ж здобула Кубок ліги та стала чемпіонкою Англії. У сезоні 2020—2021 Керр виграла з «Челсі» другий поспіль чемпіонський титул і у свій перший повний сезон у WSL стала найкращим бомбардиром і цієї ліги з 21 голом у 22 матчах. Восени 2021 року контракт із «Челсі» було продовжено до 2024 року, час його закінчення був присвячений початку футбольного турніру Олімпійських ігор у Парижі. За сезон 2021—2022 Керр провела у ворота суперниць 20 м'ячів і в черговий раз стала чемпіонкою WSL та найкращим бомбардиром ліги. Англійська Асоціація футбольних журналістів визнала австралійську нападницю футболісткою року.

## Виступи за збірну
Свій перший матч у складі збірної Австралії Керр провела в лютому 2009 року, за кілька місяців після початку виступів у «Перт Глорі». Це сталося у товариській грі зі збірною Італії, де Керр випустили на заміну.
Сем Керр взяла участь у Кубку Азії-2010, що проходив в Китаї. Там у матчі групового етапу проти збірної Південної Кореї молода нападниця забила свій перший гол за збірну. Через кілька днів вона допомогла своїй команді вперше в її історії виграти Кубок Азії: Керр забила гол  у фіналі проти збірної КНДР, після чого  австралійська команда довела матч до перемоги в серії пенальті.
У лютому 2019 року новий тренер збірної Австралії Анте Мілічіч зробив Керр її капітаном.
На чемпіонаті світу того ж року Саманта забила п'ять голів, з них чотири - у матчі зі збірною Ямайки. У плей-оф австралійська команда програла норвежкам.
Керр стала першою представницею Австралії (серед чоловіків та жінок), яка забила три або більше м'ячів в одному матчі чемпіонату світу. У ході Олімпійських ігор у Токіо нападниця забила свій 48-й гол за 99 матчів у складі жіночої збірної Австралії.
На домашньому чемпіонаті світу у 2023 році через розтягнення литкового м'яза, Сем Керр не взяла участі в жодному з матчів групового етапу. У першій грі плей-оф проти збірної Данії Керр вийшла на поле на 78-й хвилині, а в чвертьфіналі проти француженок відіграла останні 65 хвилин основного та додаткового часу. У серії післяматчевих пенальті Керр реалізувала свій удар та допомогла своїй команді вийти у півфінал. В півфінальній грі  проти збірної Англії Саманта вперше за турнір вийшла на поле в стартовому складі, зрівнявши рахунок  ударом по воротах з більш ніж 20 метрів. Однак англійські гравчині незабаром знову вийшли вперед і австралійки не зуміли пробитися у фінал.

## Номінації на Золотий м'яч
У листопаді 2021 року Керр, яка окрім успіхів з «Челсі» відзначилася також виходом до півфіналу Олімпійського футбольного турніру, посіла третє місце в голосуванні на отримання жіночого «Золотого м'яча», пропустивши вперед двох представниць «Барселони» — Алексію Путельяс та Дженніфер Ермосо. Саманта Керр була серед кандидатів щорічно з моменту появи нагороди у 2018 році, але  так високо у списку претенденток вперше піднялась лише під час церемонії нагородження кращих гравців за сезон 2020–21.
У жовтні 2022 року вона знову посіла третє місце у намінації на «Золотий м'яч» сезону 2021–22. Нагороду, як і минулого разу, отримала Путельяс, а на другому місці опинилася англійська гравчиня — Бет Мід, яка стала найкращою бомбардиркою чемпіонату Європи, що відбувся в тому році.
На церемонії вручення премії  у сезоні 2022–23 Саманта Керр стала на цей раз вже другою. Її випередила лише діюча на той момент чемпіонка світу —Айтана Бонматі.
Таким чином Саманта Керр стала першою футболісткою яка увійшла в список топ-3 претенденток на нагороду від «France Football» три роки поспіль.

## Особисте життя і громадська діяльність
Сем Керр рано оголосила про свою гомосексуальність. Як представниця лесбійкої спільноти вона активно захищає інтереси численних ЛГБТ-організацій. У стосунках із американською півзахисницею — Крісті М'юїс.
Керр бере участь у соціальних кампаніях, зокрема за рівну оплату праці жінок-спортсменок. Також її залучали до збору коштів на боротьбу з мотонейронною хворобою.

Сем Керр та Кіліан Мбаппе на обкладинці відеогри Ultimate edition

У австралійської зірки футболу укладено 13-річний спонсорський контракт з фірмою Nike. Іншими спонсорами Керр є фінансова корпорація Mastercard і виробник комп'ютерних ігор EA Vancouver, що випускає, крім іншого, серію ігор FIFA. Сем Керр стала першою жінкою-футболісткою, зображення якої з'явилось на обкладинці глобального видання гри з серії FIFA.

## Досягнення
Командні
- Чемпіонат Австралії
  -  Переможниця (1):  2012—2013
  -  Фіналістка плей-оф (3):  2014, 2016—2017, 2018—2019
- Чемпіонат Національної ліги США
  -  Фіналістка плей-оф (2):  2013, 2019
- Суперліга Англії
  -  Переможниця (4):  2019—2020, 2020—2021, 2021—2022, 2022—2023
- Володарка Кубка Англії
  -  Володарка (3): 2020—2021, 2021—2022, 2022—2023
- Володарка Кубка Англійської ліги
  -  Володарка (2): 2019—2020, 2020—2021
- Ліги чемпіонів УЄФА
  -  Фіналістка (1):  2020—2021

Збірна
- Кубок Азії:
  -  Золото (1): 2010
  -  Срібло (2): 2014, 2018

Індивідуальні
- Найкраща бомбардирка Австралії за всю історію (як у чоловіків, так і у жінок)
- Найкраща бомбардирка за всю історію NWSL (національної жіночої ліги США)
- Єдина жінка-футболіст, яка виграла «Золотий бутс» у трьох різних лігах
- Єдина жінка-футболіст, яка виграла «Золотий бутс» на трьох різних континентах